# Leo Tindemans
Leonard Clemence Tindemans, detto Leo (Zwijndrecht, 16 aprile 1922 – Edegem, 26 dicembre 2014) è stato un politico belga.
È stato Primo ministro del Belgio dal 25 aprile 1974 al 20 ottobre 1978 quando si dimise da capo del governo a seguito delle divergenze sulla riforma federale denominata Patto di Egmont. Esponente prima del Partito Popolare Cristiano, ne divenne presidente nel 1979, mantenendo l'incarico fino al 1981; a livello europeo guidò il Partito Popolare Europeo dal 1976 al 1985, mentre, dal luglio 1977 al dicembre 1977, ricoprì la carica di Presidente del Consiglio europeo.
Nel 1961 è eletto alla Camera dei rappresentanti dove siederà fino al 1989 e poi al Parlamento fiammingo.
Ha ottenuto il maggior numero di voti preferenziali nella storia belga alle elezioni europee del 1979. Ciò gli ha valso il soprannome di "uomo da 1 milione di voti".
Federalista convinto, è famoso per la sua relazione dell'Unione politica dell'Europa del 1975.

## Biografia

### Formazione
Negli anni della seconda guerra mondiale intraprese gli studi commerciali ad Anversa alle Facoltà universitarie Sint-Ignatius Anversa ed economia nel dopoguerra presso l'Università di Gand. Ha ottenuto la laurea in scienze commerciali e consolari, in economia e in scienze politiche e sociali. È stato membro del parlamento, quando si è laureato in scienze politiche a Lovanio.

### Attività professionale
Nel 1946 divenne attivo come giornalista, dopo di che ha lavorato come direttore degli accordi commerciali presso il Ministero dell'Agricoltura dal 1949 al 1953. Successivamente, dal 1953 al 1958, fu segretario di CEPESS, il servizio di studio del CVP. Dal 1976 al 1987 è stato anche professore di economia e diritto sociale presso la Katholieke Universiteit Leuven e dal 1954 al 1962 docente di tecnologia d'ufficio presso l'Accademia sociale cattolica di Anversa.

## Carriera politica

### Inizi
Tindemans si è unito al Partito Popolare Cristiano e ne fu segretario nazionale del partito dal 1958 al 1966. Nel 1961, divenne membro della Camera dei rappresentanti per conto del partito per il distretto di Anversa, succedendo al defunto Frans Van Cauwelaert, un mandato che mantenne fino al 1989. Nel periodo del dicembre 1971-ottobre 1980 risiedeva come conseguenza dell'allora doppio mandato esistente anche al Consiglio Culturale della Comunità Culturale olandese, che è stato stabilito il 7 dicembre 1971. Dal 21 ottobre 1980 al luglio 1989 è stato membro del Consiglio fiammingo, il successore del Consiglio culturale e il predecessore dell'attuale Parlamento fiammingo. Fu anche consigliere municipale di Edegem dal 1964 al 1979, dove fu sindaco dal 1964 al 1968.

### Primo ministro (1974-1978)

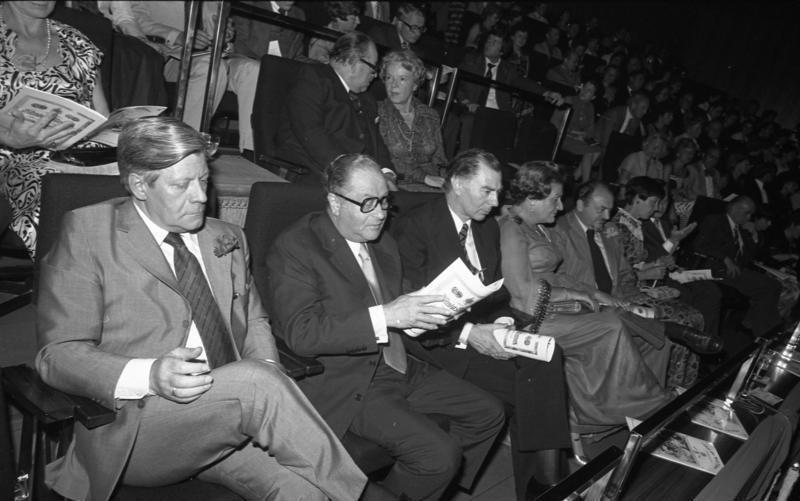
Helmut Schmidt, Bruno Kreisky e Leo Tindemans alla festa del Cancelliere, 1º luglio 1977

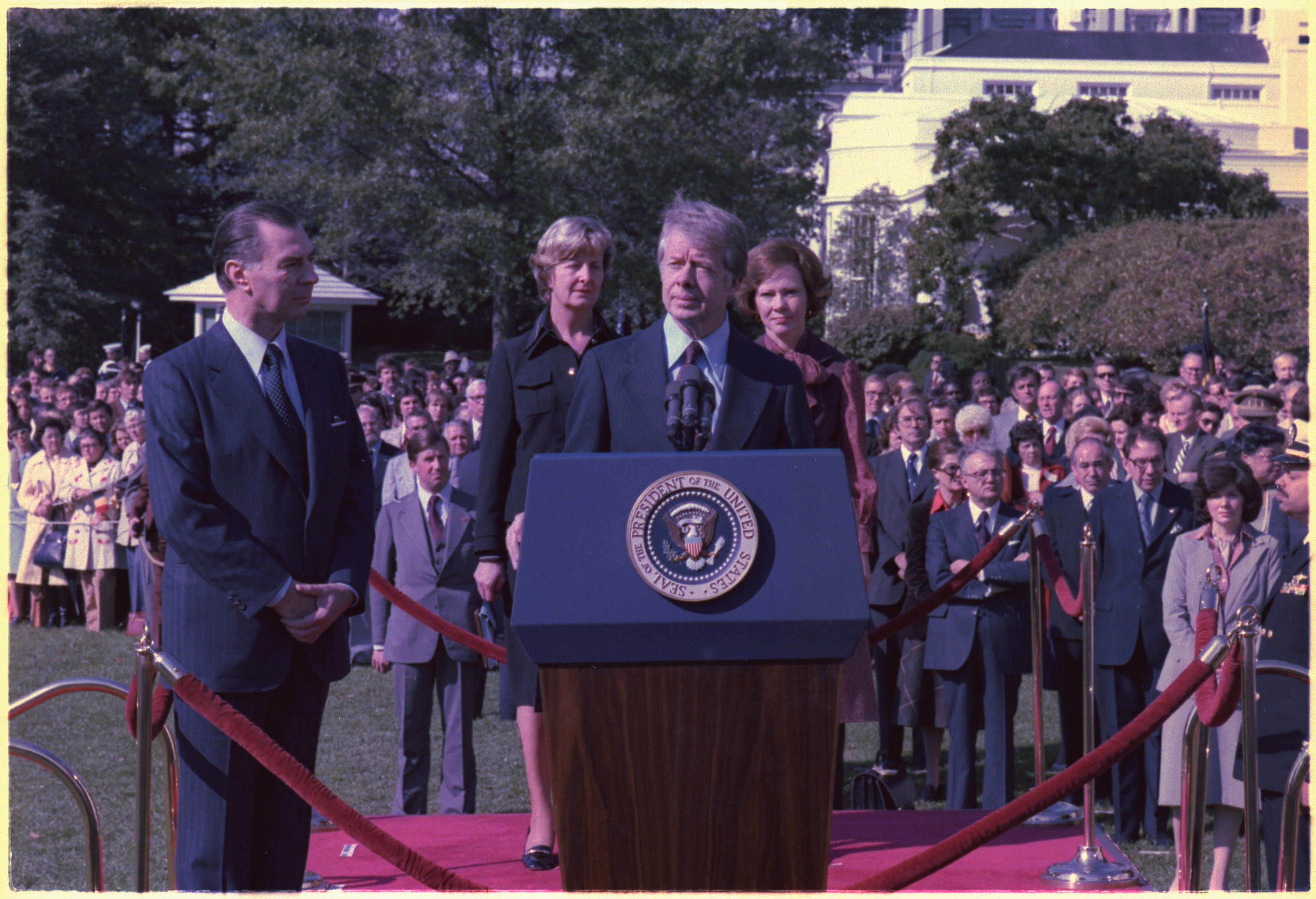
Il presidente degli Stati Uniti Jimmy Carter ospita la cerimonia di arrivo di Leo Tindemans alla Casa Bianca nel 1977.

Tindemans ha presieduto due governi, dal 25 aprile 1974 al 20 ottobre 1978. Il primo governo fu di minoranza e formato dai cristiano-democratici e liberali. Quando il suo primo governo cadde nel 1977, Tindemans vinse per un attimo le elezioni generali con 983.000 voti, ottenendo ancora un record per qualsiasi elezioni svoltesi in Belgio. Questo gli permise di formare un secondo governo con i cristiano-democratici, socialisti e nazionalisti fiamminghi. Il secondo governo (1977-1978) perse risonanza a causa della controversia che circondò il patto Egmont.
Nel 1976 ha ricevuto il Premio Carlo Magno

### Notorietà

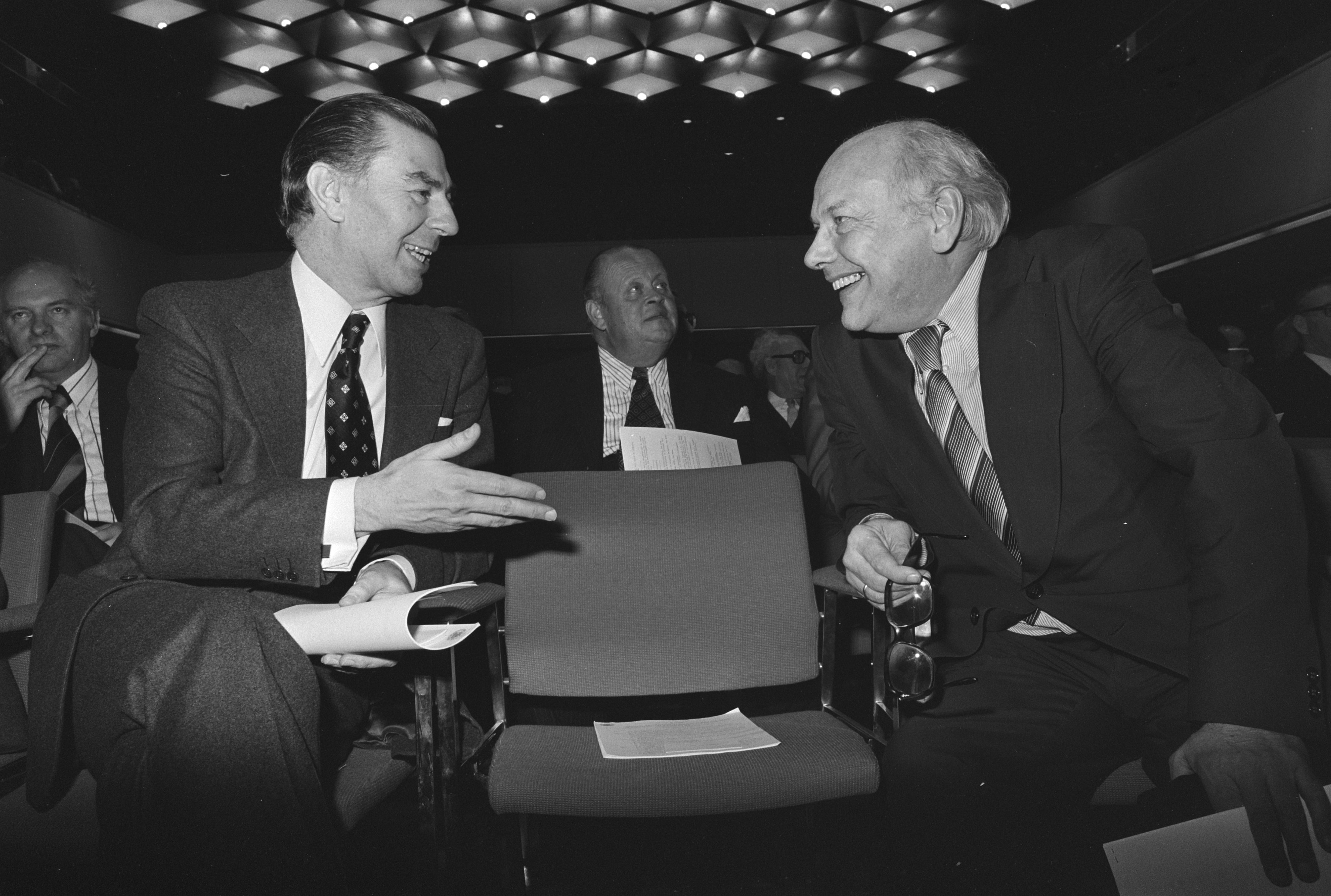
Leo Tindemans incontra il primo ministro olandese Joop den Uyl il 23 marzo 1976.

È stato stretto collaboratore dei leader del CVP Théo Lefèvre, Paul Vanden Boeynants e Robert Houben da cui da tempo Tindemans fu coinvolto nel processo politico e nei problemi fiammingo-vallone nel 1968, quando era ministro delle relazioni comunitarie. In quella posizione avvenne la base della creazione delle comunità e delle regioni, il Belgio prese il congedo dallo Stato unitario. La sua notorietà aumentò rapidamente portandolo ad ottenere un gran numero di voti di preferenza, arrivando alla richiesta di formare un governo nel 1974, insieme ad uno di minoranza di democristiani e liberali. Pochi mesi dopo, il governo è stato completato dalla Rappresentanza vallona. Nel 1977 il governo Tindemans dopo delle elezioni anticipate formò un governo di cristiani democratici, socialisti e regionalisti. L'Unione Popolare e il DFF ottennero per la prima volta la responsabilità di membri del governo, nel tentativo di trovare una soluzione alle differenze fiamminghe-vallone all'interno del Belgio. Le parti sapevano dopo lunghe trattative di raggiungere un accordo su una riforma costituzionale, chiamata Patto Egmont. Sul fronte fiammingo, tuttavia, venne definito con molta resistenza, non solo per l'Unione Popolare, ma anche da Tindemans e proprio dal CVP. Un punto dolente fu presente negli elettori nella periferia di Bruxelles che mostrarono la strada giusta per i francofoni di Bruxelles, in cambio della divisione del distretto elettorale di Bruxelles-Halle-Vilvoorde. Il Consiglio di Stato giocò un ruolo fondamentale nel dare un parere d'urgenza sulla costituzionalità di un certo numero di accordi complessi e completi. Si ritornò di nuovo alla negoziazione dei presidenti di partito fiammingo, mentre i francofoni la rifiutarono risolutamente. L'11 ottobre 1978 Tindemans annunciò con senso del dramma e inaspettato le dimissioni del governo alla Camera dei rappresentanti con parole leggendarie:
Non si comportò in tal modo perché i presidenti di partito (Martens-Van Miert-Cools- Nothomb-Schiltz), furono contro il parere del Consiglio di Stato, ma per imporre il patto Egmont.
Nel 1981 gli è stato affidato il portafoglio degli Affari Esteri. Nel 1989 ha lasciato la politica nazionale e ha optato per il Parlamento europeo. Nel periodo dal dicembre 1971 all'ottobre 1980 ha ricoperto la carica a causa del doppio mandato allora esistente anche in seno al Consiglio culturale per la Comunità culturale olandese, che è stato stabilito il 7 dicembre 1971. A partire dal 21 ottobre 1980 fino al luglio 1989 è stato membro del Consiglio fiammingo, il successore del Consiglio culturale e il precursore del corrente Parlamento fiammingo.
Tindemans ha lasciato la politica attiva nel 1999. Nel 2003 ha trasferito parte del suo archivio personale alla Documentazione Cattolica e della Ricerca.

### Rapporto Tindemans
A conclusione del vertice di Parigi nel 1974, Tindemans è stato incaricato di elaborare un rapporto per definire cosa si intende con
il termine 'Unione europea.' La Consulenza non fu solo per le relazioni elaborate dal Parlamento europeo,
dalla Commissione europea e dalla Corte europea di giustizia, Tindemans ha anche cercato di farsi consigliare dai membri dei
governi europei e dalle "altre forze potenti nei vari Stati membri."
Tindemans ha deliberatamente cercato di evitare di usare il termine costituzione, e ha invece indicato le sue proposte come "una nuova fase nella storia dell'unificazione dell'Europa, che può essere raggiunta solo con un processo continuo in "quattro aree principali illustrate nella relazione: la politica estera europea, le politiche economiche e sociali europee, i diritti dei cittadini europei, e il rafforzamento delle istituzioni europee esistenti.
Per quanto riguarda una politica estera comune, Tindemans sostiene che l'Europa deve presentarsi unita verso l'esterno, non solo nella sicurezza, nelle tariffe e sul commercio, ma anche in senso economico.
Ha sostenuto la creazione di un unico centro decisionale per gestire questi problemi, e rendere la cooperazione politica estera tra gli Stati membri un obbligo di legge -. Tindemans ha ritenuto che questo ruolo in gran parte si trova all'interno di un Consiglio rafforzato. Egli ha sostenuto l'immissione dell'interesse di un'azione comune al di sopra degli interessi propri di ciascun paese, e ha sostenuto l'immissione di un delegato incaricato di rappresentare le decisioni di una Europa collettiva.
Inoltre, Tindemans ha posto una particolare enfasi sul rafforzamento delle relazioni Europa-Stati Uniti, proponendo un delegato assegnato a rappresentare l'Unione europea e gli Stati Uniti.
Infine sul fronte della politica estera, Tindemans ha sostenuto l'eventuale creazione di una politica di difesa comune.
Sul fronte della politica economica e sociale, Tindemans ha sostenuto il riaccendersi delle discussioni su una politica
economica e monetaria comune, che era in fase di stallo in Europa nei primi anni 1970 della recessione.
Come parte di questa rinascita dei colloqui, ha anche sostenuto il consolidamento e la modifica del serpente monetario. Ha proposto l'estensione del campo della politica monetaria attraverso la definizione di una politica interna monetaria, una politica di bilancio, e dei piani per il controllo dell'inflazione.
Tindemans ha sostenuto l'abolizione degli ultimi ostacoli al libero scambio di capitale che esisteva all'interno della Comunità Economica Europea. Infine, Tindemans ha auspicato per un'Europa dei cittadini; ha sostenuto i diritti civili europei, i diritti dei consumatori e la tutela dell'ambiente. Egli ha anche auspicato per un passaporto europeo, e la creazione di sistemi educativi integrati. Infine, Tindemans ha incoraggiato ad un'ampia riforma istituzionale, accelerando per un aumento dei poteri del Parlamento europeo, e la riforma complessiva del Consiglio europeo, il Consiglio dei Ministri, e la Commissione europea.
A causa delle condizioni economiche, al momento, il rapporto Tindemans non è riuscito ad avere un impatto immediato.
Nonostante ciò il rapporto ha generato una richiesta del Consiglio dei Ministri degli Esteri e della Commissione nel creare una relazione annuale sui progressi dell'Unione europea. Inoltre, anche se abbastanza ottimista e di portata federalista, diversi elementi che Tindemans ha sostenuto si sono trovati all'interno dell'Unione europea, come ad esempio una politica economica e estera comune, così come i simboli per l'Unione europea.

### Carriera successiva

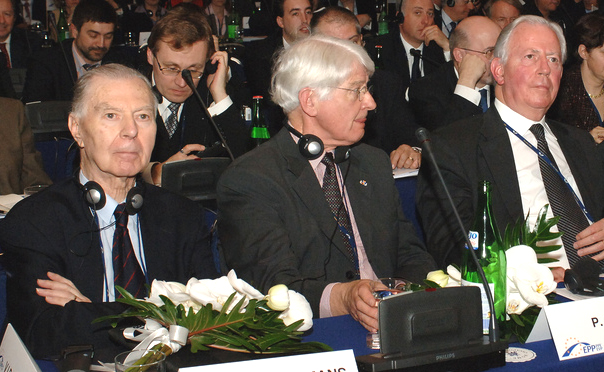
Leo Tindemans insieme a Piet Bukman e Jacques Santer al Congresso del PPE di Roma del 2006

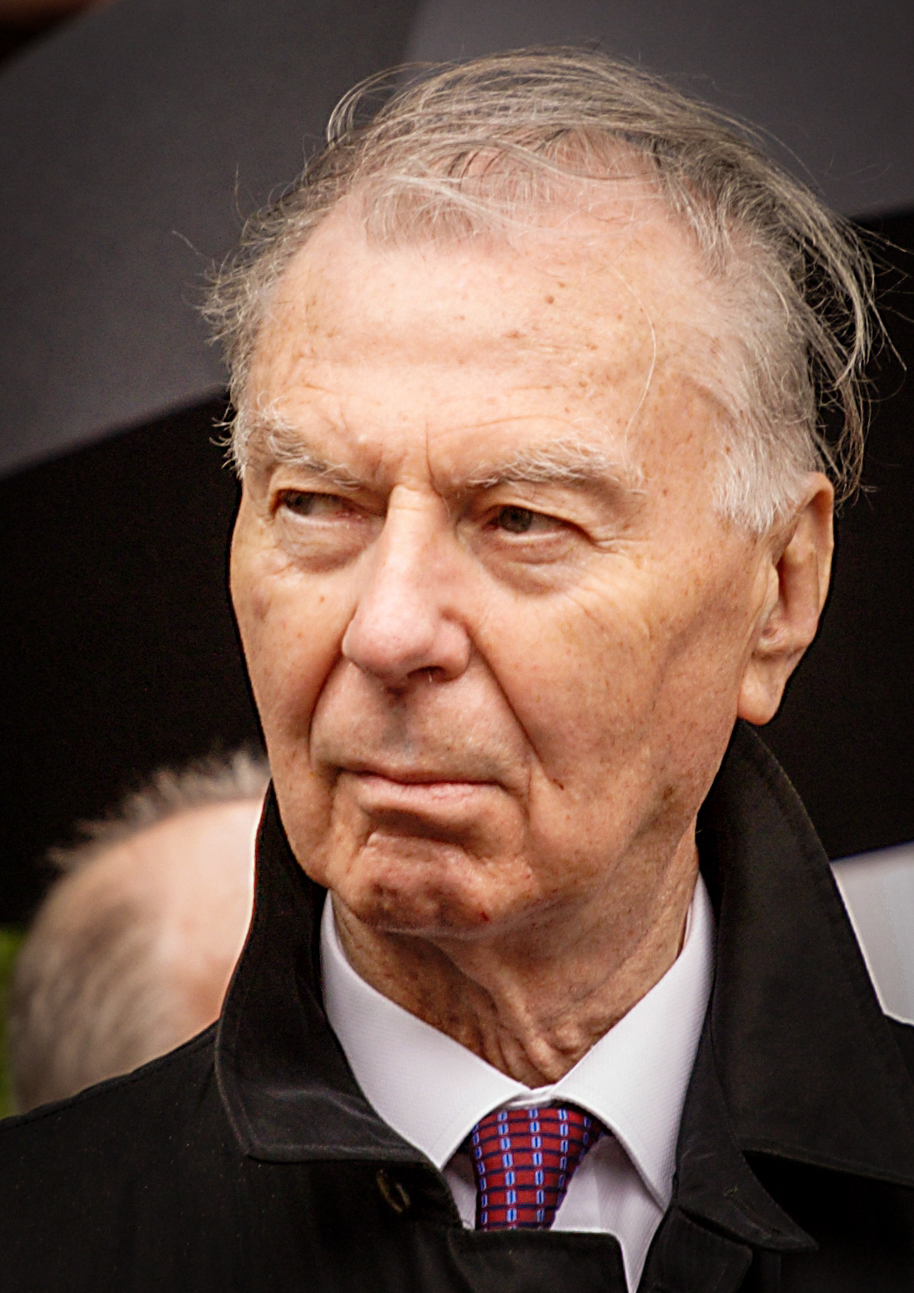
Leo Tindemans nel 2006

Nel 1976, durante il Congresso di fondazione del Partito Popolare Europeo a Bruxelles, fu eletto primo presidente del nuovo partito, un ruolo che gli conferì l'importante compito di armonizzare e guidare il partito durante le prime elezioni dirette al Parlamento europeo nel 1979.
Tindemans ha ricevuto un dottorato onorario dalla Heriot-Watt University nel 1978.
Tindemans è stato eletto al Parlamento europeo con un numero record di voti (983.000 voti, che è stato un record per qualsiasi elezione in Belgio) ed è stato membro di quel parlamento dal 1979 al 1981 (durante il quale è stato presidente del CVP). Con le elezioni generali del 1981, Tindemans ritornò alla politica belga e divenne ministro degli affari esteri (1981-1989). Con le elezioni europee del 1989 Tindemans tornò al Parlamento europeo dove prestò servizio due volte fino alla pensione nel 1999. Durante il 1994-1995 è stato presidente del Gruppo Tindemans.

## Vita privata
Leo Tindemans sposò Rosa Naesens il 27 dicembre 1960. La coppia ha avuto 4 figli.

## Morte
Tindemans è morto il 26 dicembre 2014 a Edegem, all'età di 92 anni. Gli è stato riservato il funerale di stato nella Basilica di Edegem.

## Archivio
Nel 2005 Leo Tindemans ha donato il suo archivio personale (oltre il periodo 1945-2008) presso il KADOC (centro di documentazione e ricerca per la religione, la cultura e la società), KU Leuven.
L'inventario fu pronto nel novembre 2011 ed è stato reso disponibile online. Ciò è stato annunciato durante la sessione accademica che si è tenuta l'8 novembre 2011 presso il Parlamento europeo a Bruxelles.

## Pubblicazioni
- L'Union européenne: rapport (1976)
- Open brief aan Gaston Eyskens: over economie in Vlaanderen (1979) ISBN 90-209-0756-5
- L'échec d'Euratom (1980)
- Atlantisch Europa: Frans van Cauwelaert en de Europese eenmaking (1980) ISBN 90-6152-315-X
- Hoe winnen wij de vrede? (1984) ISBN 90-6152-375-3
- Pour une Communauté politique européenne: travaux préparatoires (1952-1954) (1984) ISBN 2-8027-0320-X
- Europa zonder kompas (1987)
- De buitenlandse politiek van België, 1982-1987: standpunten van Leo Tindemans (1988)
- Oost-Europa vanuit Brussel (1988)
- Duel met de minister: een divertimento over de politieke verantwoordelijkheid van bewindvoerders in het koninkrijk België (1991) ISBN 90-289-1675-X
- European unification in 1951 and in 1993 (1993) ISBN 90-5278-087-0
- De toekomst van een idee (1993) ISBN 90-289-1922-8
- European unification in 1951 and in 1993 (1993) ISBN 90-5278-087-0
- Europa in goede handen (1994)
- Kaïn in de Balkan. De dagen na het bloedbad (1996)
- De mémoires. Gedreven door een overtuiging (2002) ISBN 90-209-4994-2
- Herman Wauters: glazenier (2004) ISBN 90-5325-247-9
- samen met Daniel Cardon (uitgevers), Albert Coppé (2006)
- Een politiek testament. Mijn plaats in de tijd. Dagboek van een minister (2009) ISBN 978-90-209-7377-8

## Riconoscimenti
- Premio Carlo Magno (1976)
- Medaglia Saint-Liboire per l'unità e la pace (1977)
- Medaglia d'oro Gustav Stresemann (1979)
- Premio Robert Schuman
- Premio del Dr. Heinrich Brauns (1994)
- Medaglia d'oro Chateaubriant (1991)